# Róbert Fazekas
Róbert Fazekas (* 18. srpna 1975, Szombathely) je maďarský atlet, mistr Evropy v hodu diskem z roku 2002.

## Sportovní kariéra
Mistr Evropy v hodu diskem z roku 2002 a vicemistr světa v následující sezóně. Na olympiádě v Athénách v roce 2004 dosáhl v diskařském finále nejlepší výkon, odmítl však postoupit dopingový test a byl diskvalifikován. Po vypršení dvouletého trestu se vrátil k závodění. V roce 2010 získal bronzovou medaili na mistrovství Evropy. V roce 2012 měl opět pozitivní dopingový test a byl potrestán zákazem startů na dobu osmi let. Jeho osobní rekord 71,70 metru pochází z roku 2002.